# Helecho de Barnsley

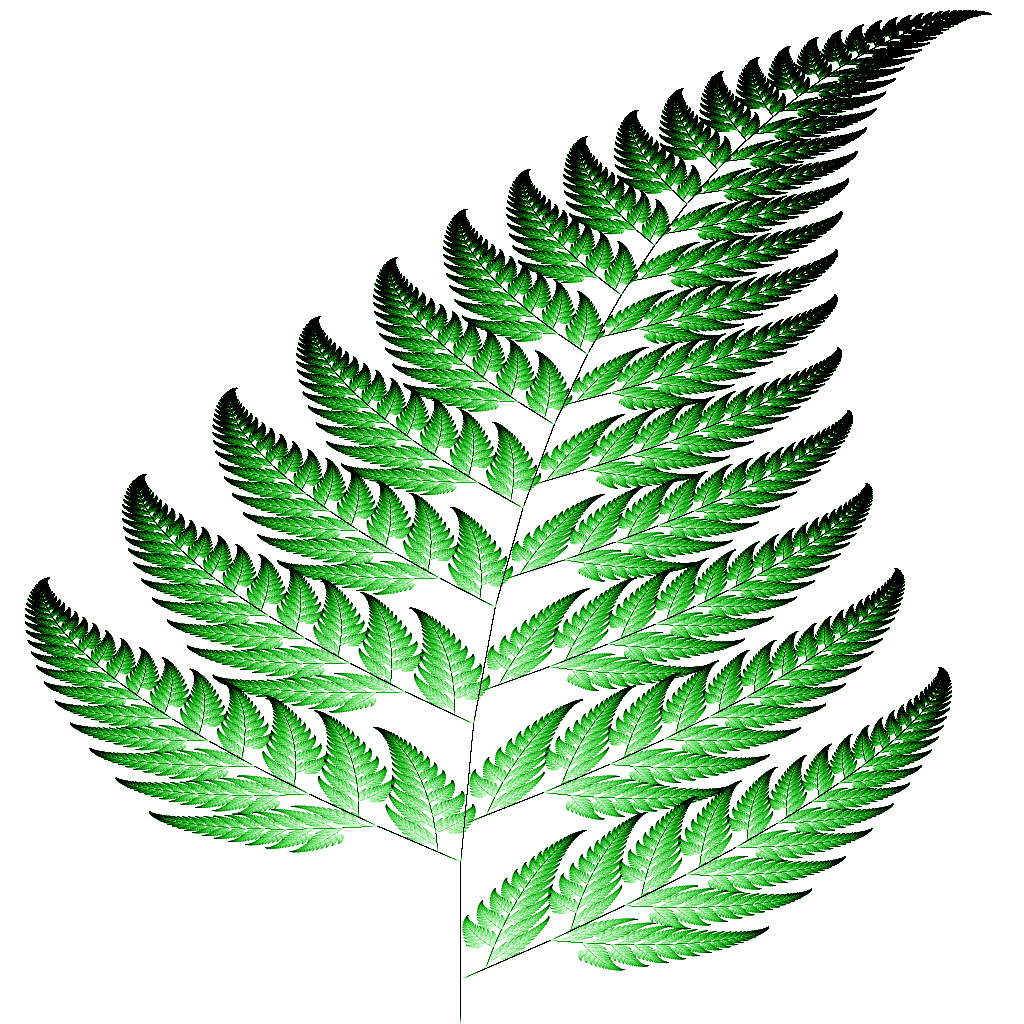
Helecho de Barnsley

El helecho de Barnsley es un fractal que lleva el nombre del matemático británico Michael Barnsley, quien lo describió por primera vez en su libro de 1993 "Fractals Everywhere" (Fractales en todas partes). Lo ideó para que su forma se pareciera a las hojas del adianto negro, un helecho común en zonas lluviosas de todo el mundo.

## Historia
El helecho es uno de los ejemplos básicos de conjuntos autosemejantes, es decir, es un patrón generado matemáticamente que puede reproducirse con cualquier aumento o reducción. Al igual que el triángulo de Sierpinski, el helecho de Barnsley muestra cómo se pueden construir estructuras gráficamente hermosas a partir de usos repetitivos de fórmulas matemáticas con computadoras. El libro de 1988 de Barnsley "Fractals Everywhere" se basa en el curso que impartió para estudiantes de pregrado y posgrado en la Escuela de Matemáticas del Instituto de Tecnología de Georgia, llamado "Fractal Geometry". Después de la publicación del libro, se desarrolló un segundo curso, llamado Teoría de la medida fractal. El trabajo de Barnsley ha sido una fuente de inspiración para que otros artistas gráficos intentaran imitar la naturaleza con modelos matemáticos.

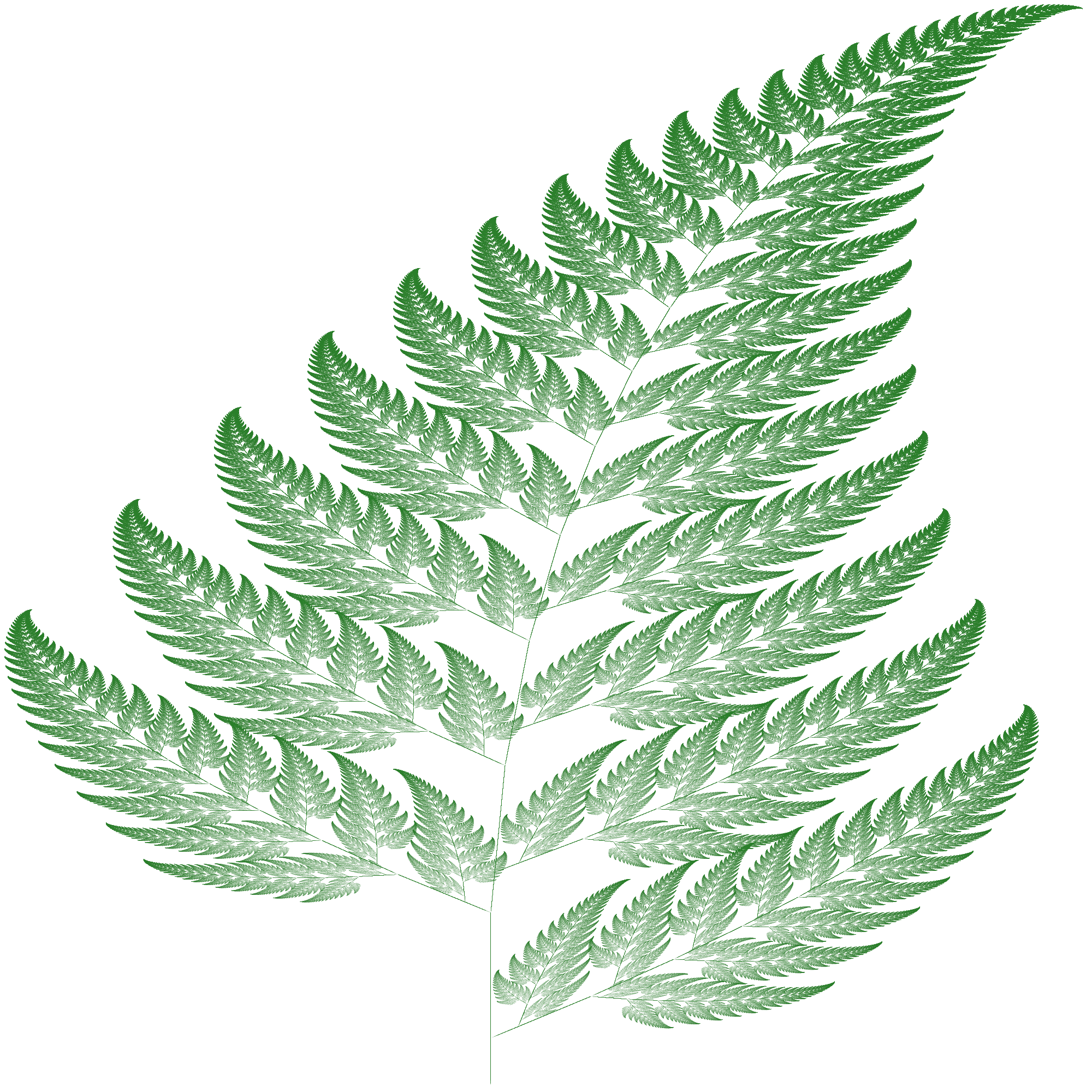
Imagen procesada del helecho de Barnsley

El código del helecho desarrollado por Barnsley es un ejemplo de un sistema iterativo de funciones (SIF) para crear un fractal a partir del teorema del collage. Ha utilizado fractales para modelar una amplia gama de fenómenos en ciencia y tecnología, pero más específicamente en estructuras vegetales.

Los SIF proporcionan modelos para ciertas plantas, hojas y helechos, en virtud de la autosimilitud que a menudo presentan las estructuras ramificadas en la naturaleza. Pero la naturaleza también exhibe aleatoriedad y variación de un nivel a otro; no hay dos helechos exactamente iguales, y las frondas ramificadas se convierten en hojas a menor escala. Los fractales V-variables permiten tal aleatoriedad y variabilidad a través de escalas, mientras que al mismo tiempo admiten una dependencia continua de parámetros que facilitan el modelado geométrico. Estos factores nos permiten hacer los modelos biológicos híbridos ...

... especulamos que cuando se encuentra un modelo fractal geométrico variable en V que se ajusta bien a la geometría de una planta dada, entonces existe una relación específica entre estos árboles de código y la información almacenada en los genes de la planta.

 — Michael Barnsley  et al. 

## Construcción

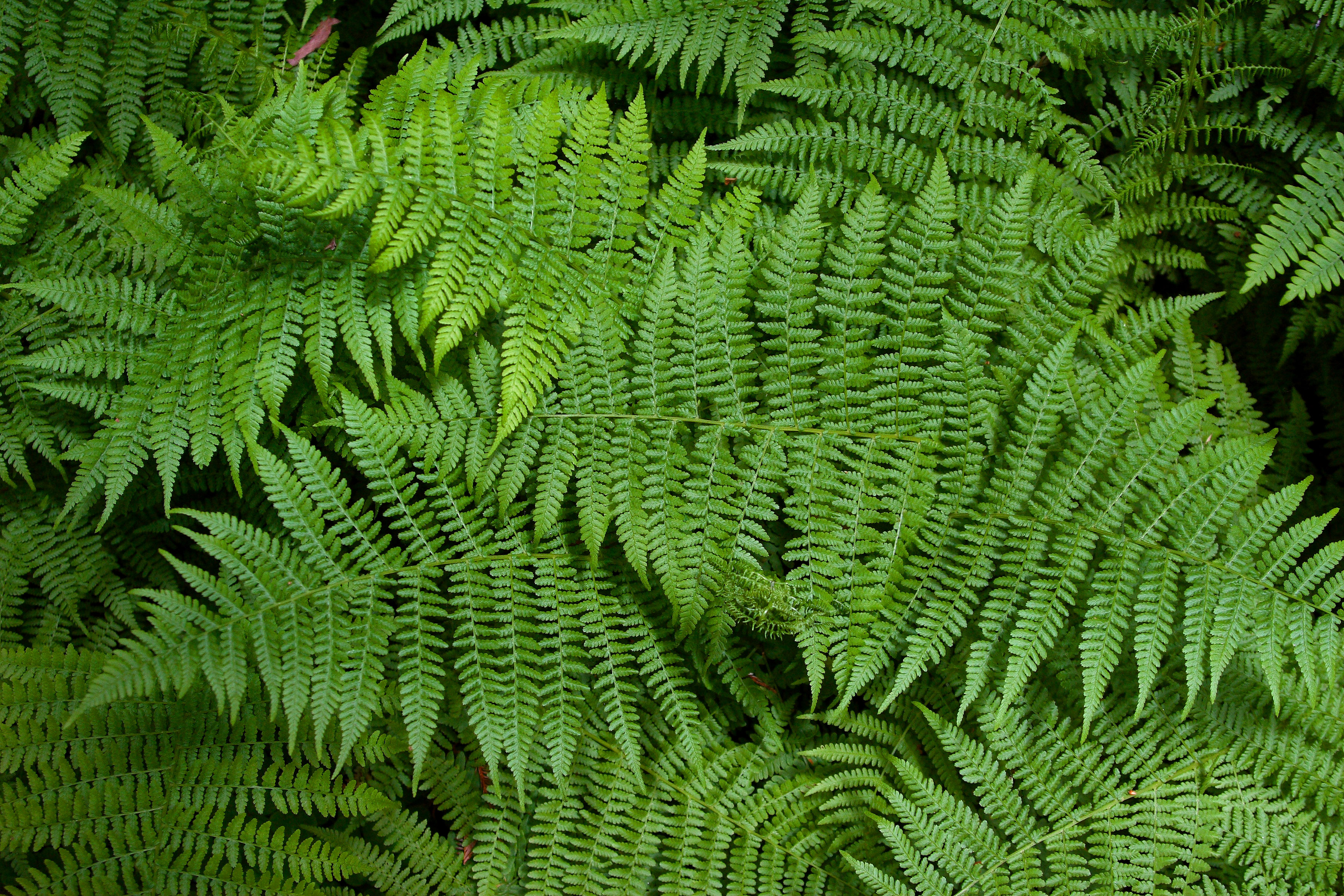
Fotografía de las hojas de un helecho verdadero

El helecho de Barnsley usa cuatro transformaciones afines. La fórmula de una transformación es la siguiente:
{\displaystyle f(x,y)={\begin{bmatrix}a&b\\c&d\end{bmatrix}}{\begin{bmatrix}x\\y\end{bmatrix}}+{\begin{bmatrix}e\\f\end{bmatrix}}}
Barnsley muestra el código "IFS" para su fractal de helecho "Black Spleenwort" como una matriz de valores que se muestran en una tabla. En la tabla, las columnas de la "a" a la "f" son los coeficientes de la ecuación y "p" representa el factor de probabilidad.
| w  | a     | b     | c     | d    | e | f    | p    | Porción generada                    |
| -- | ----- | ----- | ----- | ---- | - | ---- | ---- | ----------------------------------- |
| ƒ1 | 0     | 0     | 0     | 0.16 | 0 | 0    | 0.01 | Tallo                               |
| ƒ2 | 0.85  | 0.04  | −0.04 | 0.85 | 0 | 1.60 | 0.85 | Foliolos sucesivamente más pequeños |
| ƒ3 | 0.20  | −0.26 | 0.23  | 0.22 | 0 | 1.60 | 0.07 | Foliolo más grande a la izquierda   |
| ƒ4 | −0.15 | 0.28  | 0.26  | 0.24 | 0 | 0.44 | 0.07 | Foliolo más grande a la derecha     |

Estos corresponden a las siguientes transformaciones:
{\displaystyle f_{1}(x,y)={\begin{bmatrix}\ 0.00&\ 0.00\ \\0.00&\ 0.16\end{bmatrix}}{\begin{bmatrix}\ x\\y\end{bmatrix}}}
{\displaystyle f_{2}(x,y)={\begin{bmatrix}\ 0.85&\ 0.04\ \\-0.04&\ 0.85\end{bmatrix}}{\begin{bmatrix}\ x\\y\end{bmatrix}}+{\begin{bmatrix}\ 0.00\\1.60\end{bmatrix}}}
{\displaystyle f_{3}(x,y)={\begin{bmatrix}\ 0.20&\ -0.26\ \\0.23&\ 0.22\end{bmatrix}}{\begin{bmatrix}\ x\\y\end{bmatrix}}+{\begin{bmatrix}\ 0.00\\1.60\end{bmatrix}}}
{\displaystyle f_{4}(x,y)={\begin{bmatrix}\ -0.15&\ 0.28\ \\0.26&\ 0.24\end{bmatrix}}{\begin{bmatrix}\ x\\y\end{bmatrix}}+{\begin{bmatrix}\ 0.00\\0.44\end{bmatrix}}}

### Generación con computadoras

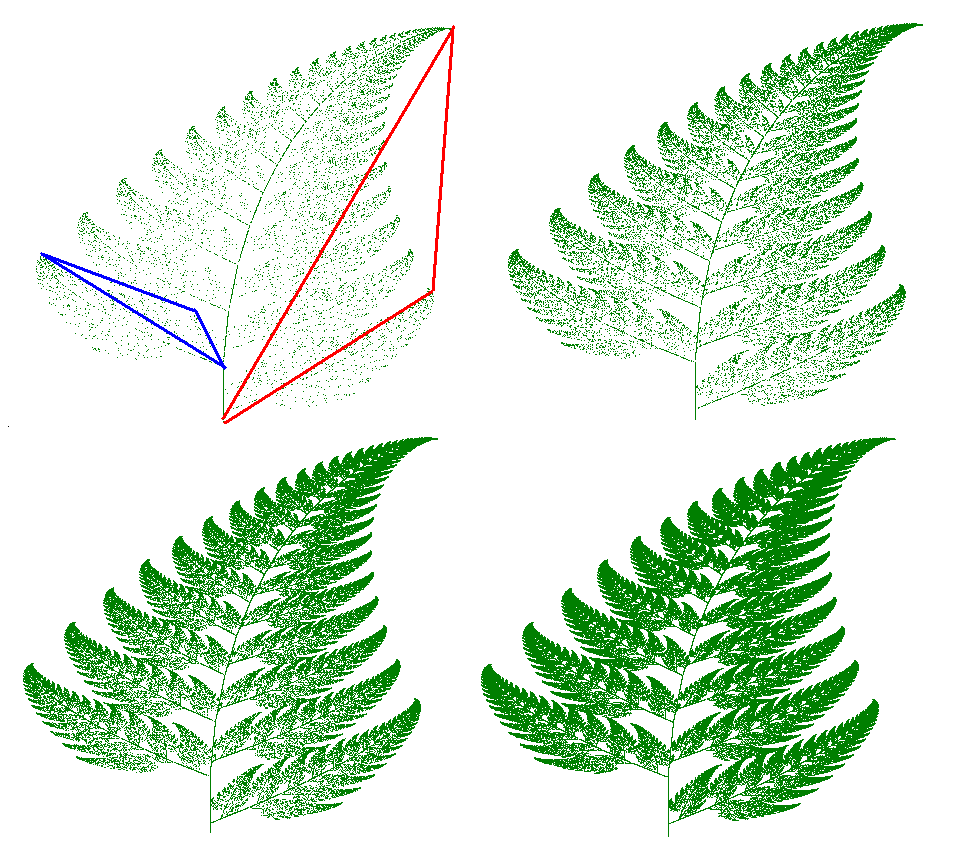
Helecho fractal en cuatro estados de construcción. Los triángulos resaltados muestran cómo la mitad de un "foliolo" se transforma en la mitad de una "hoja" o "fronda" entera

Aunque, en teoría, el helecho de Barnsley podría trazarse a mano con un bolígrafo y papel cuadriculado, el número de iteraciones necesarias asciende a decenas de miles, lo que hace que el uso de una computadora sea prácticamente obligatorio. Muchos modelos informáticos diferentes del helecho de Barnsley son populares entre los matemáticos contemporáneos. Siempre que las matemáticas se programen correctamente utilizando la matriz de constantes de Barnsley, se producirá la misma forma de helecho.
El primer punto dibujado está en el origen (x0 = 0, y0 = 0) y a continuación los nuevos puntos se calculan iterativamente aplicando aleatoriamente una de las siguientes cuatro transformaciones de coordenadas:
ƒ1
xn + 1 = 0
yn + 1 = 0.16 yn.
Esta transformación de coordenadas se elige el 1% del tiempo y simplemente asigna cualquier punto a un punto en el primer segmento de línea en la base del tallo. Esta parte de la figura es la primera que se completa durante el transcurso de las iteraciones.

ƒ2
xn + 1 = 0.85 xn + 0.04 yn
yn + 1 = −0.04 xn + 0.85 yn + 1.6.
Esta transformación de coordenadas se elige el 85% de las veces y calcula cualquier punto dentro del foliolo representado por el triángulo rojo a un punto dentro del folliolo opuesto, más pequeño, representado por el triángulo azul en la figura.
ƒ3
xn + 1 = 0.2 xn - 0.26 yn
yn + 1 = 0.23 xn + 0.22 yn + 1.6.
Esta transformación de coordenadas se elige el 7% del tiempo y calcula cualquier punto dentro del foliolo representado por el triángulo azul a un punto dentro del triángulo correspondiente alterno a través del tallo (lo voltea).
ƒ4
xn + 1 = −0.15  xn + 0.28  yn
yn + 1 = 0.26  xn + 0.24  yn + 0.44.
Esta transformación de coordenadas se elige el 7% de las veces y calcula cualquier punto dentro del foliolo representado por el triángulo azul a un punto dentro del triángulo correspondiente alterno a través del tallo (sin voltearlo).
La primera transformación de coordenadas dibuja el tallo. La segunda genera copias sucesivas del tallo y las frondas inferiores para formar el helecho completo. La tercera dibuja la fronda inferior a la izquierda. El cuarto dibuja la fronda inferior a la derecha. La naturaleza recursiva del SIF garantiza que el conjunto sea una réplica más grande de cada fronda. Debe tenerse en cuenta que el helecho completo está dentro del rango −2,1820 < x < 2.6558 y 0 ≤ y < 9.9983.

### Variedades mutantes

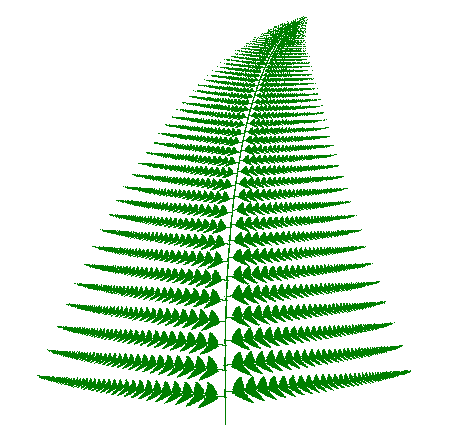
Helecho de Barnsley transformado en un helecho telipteridáceo

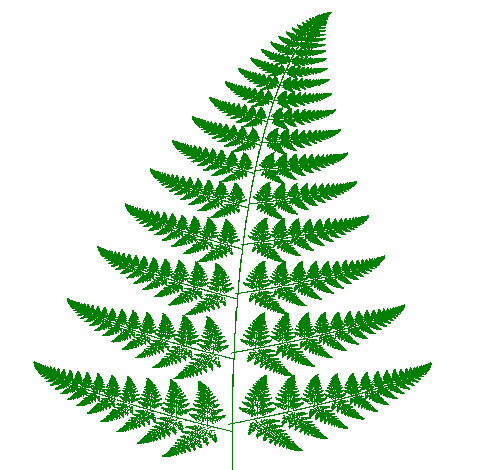
Helecho de Barnsley transformado en un polipodio

Jugando con los coeficientes, es posible crear variedades de helechos mutantes. En su artículo sobre fractales V-variables, Barnsley llama a este rasgo un "superfractal".
Sin embargo, un experimentador ha elaborado una tabla de coeficientes para producir otro helecho de aspecto notablemente natural, parecido a los helechos Cyclosorus o Thelypteridaceae. Estos valores paramétricos son:
| w  | a     | b     | c      | d    | e      | f    | p    |
| -- | ----- | ----- | ------ | ---- | ------ | ---- | ---- |
| ƒ1 | 0     | 0     | 0      | 0.25 | 0      | −0.4 | 0.02 |
| ƒ2 | 0.95  | 0.005 | −0.005 | 0.93 | −0.002 | 0.5  | 0.84 |
| ƒ3 | 0.035 | −0.2  | 0.16   | 0.04 | −0.09  | 0.02 | 0.07 |
| ƒ4 | −0.04 | 0.2   | 0.16   | 0.04 | 0.083  | 0.12 | 0.07 |

## Código informático
Puede usarse el código siguiente para dibujar el helecho con un ordenador:

### Python
```
import
 
turtle

import
 
random

pen
 
=
 
turtle
.
Turtle
()

pen
.
speed
(
0
)

pen
.
color
(
"green"
)

pen
.
penup
()

x
 
=
 
0

y
 
=
 
0

for
 
n
 
in
 
range
(
11000
):

    
pen
.
goto
(
65
 
*
 
x
,
 
37
 
*
 
y
 
-
 
252
)
  
# scale the fern to fit nicely inside the window

    
pen
.
pendown
()

    
pen
.
dot
(
3
)

    
pen
.
penup
()

    
r
 
=
 
random
.
random
()

    
if
 
r
 
<
 
0.01
:

        
x
,
 
y
 
=
  
0.00
 
*
 
x
 
+
 
0.00
 
*
 
y
,
  
0.00
 
*
 
x
 
+
 
0.16
 
*
 
y
 
+
 
0.00

    
elif
 
r
 
<
 
0.86
:

        
x
,
 
y
 
=
  
0.85
 
*
 
x
 
+
 
0.04
 
*
 
y
,
 
-
0.04
 
*
 
x
 
+
 
0.85
 
*
 
y
 
+
 
1.60

    
elif
 
r
 
<
 
0.93
:

        
x
,
 
y
 
=
  
0.20
 
*
 
x
 
-
 
0.26
 
*
 
y
,
  
0.23
 
*
 
x
 
+
 
0.22
 
*
 
y
 
+
 
1.60

    
else
:

        
x
,
 
y
 
=
 
-
0.15
 
*
 
x
 
+
 
0.28
 
*
 
y
,
  
0.26
 
*
 
x
 
+
 
0.24
 
*
 
y
 
+
 
0.44

```

### R
```
# Barnsley's Fern

# create function of the probability and the current point

fractal_fern2
 
<-
 
function
(
x
,
 
p
){

  
if 
(
p
 
<=
 
0.01
)
 
{

    
m
 
<-
 
matrix
(
c
(
0
,
 
0
,
 
0
,
 
.
16
),
 
2
,
 
2
)

    
f
 
<-
 
c
(
0
,
 
0
)

  
}
 
else
 
if 
(
p
 
<=
 
0.86
)
 
{

    
m
 
<-
 
matrix
(
c
(
.
85
,
 
-.04
,
 
.
04
,
 
.
85
),
 
2
,
 
2
)

    
f
 
<-
 
c
(
0
,
 
1.6
)

  
}
 
else
 
if 
(
p
 
<=
 
0.93
)
 
{

    
m
 
<-
 
matrix
(
c
(
.
2
,
 
.
23
,
 
-.26
,
 
.
22
),
 
2
,
 
2
)

    
f
 
<-
 
c
(
0
,
 
1.6
)

  
}
 
else
 
{

    
m
 
<-
 
matrix
(
c
(
-.15
,
 
.
26
,
 
.
28
,
 
.
24
),
 
2
,
 
2
)

    
f
 
<-
 
c
(
0
,
 
.
44
)

  
}

  
m
 
%*%
 
x
 
+
 
f

}

# how many reps determines how detailed the fern will be

reps
 
<-
 
10000

# create a vector with probability values, and a matrix to store coordinates

p
 
<-
 
runif
(
reps
)

# initialise a point at the origin

coords
 
<-
 
c
(
0
,
 
0
)

# compute Fractal Coordinates

m
 
<-
 
Reduce
(
fractal_fern2
,
 
p
,
 
accumulate
 
=
 
T
,
 
init
 
=
 
coords
)

m
 
<-
 
t
(
do.call
(
cbind
,
 
m
))

# Create plot

plot
(
m
,
 
type
 
=
 
"p"
,
 
cex
 
=
 
0.1
,
 
col
 
=
 
"darkgreen"
,

     
xlim
 
=
 
c
(
-3
,
 
3
),
 
ylim
 
=
 
c
(
0
,
 
10
),
 

     
xlab
 
=
 
NA
,
 
ylab
 
=
 
NA
,
 
axes
 
=
 
FALSE
)

```

### Processing
```
/*

    Barnsley Fern for Processing 3.4

*/

// declaring variables x and y

float
 
x
,
 
y
;

// creating canvas

void
 
setup
()
 
{

  
size
(
600
,
 
600
);

  
background
(
255
);

}

/* setting stroke,  mapping canvas and then

   plotting the points */

void
 
drawPoint
()
 
{

  
stroke
(
34
,
 
139
,
 
34
);

  
strokeWeight
(
1
);

  
float
 
px
 
=
 
map
(
x
,
 
-
2.1820
,
 
2.6558
,
 
0
,
 
width
);

  
float
 
py
 
=
 
map
(
y
,
 
0
,
 
9.9983
,
 
height
,
 
0
);

  
point
(
px
,
 
py
);

}

/* algorithm for calculating value of (n+1)th

   term of x and y based on the transformation

   matrices */

void
 
nextPoint
()
 
{

  
float
 
nextX
,
 
nextY
;

  
float
 
r
 
=
 
random
(
1
);

  
if
 
(
r
 
<
 
0.01
)
 
{

    
nextX
 
=
  
0
;

    
nextY
 
=
  
0.16
 
*
 
y
;

  
}
 
else
 
if
 
(
r
 
<
 
0.86
)
 
{

    
nextX
 
=
  
0.85
 
*
 
x
 
+
 
0.04
 
*
 
y
;

    
nextY
 
=
 
-
0.04
 
*
 
x
 
+
 
0.85
 
*
 
y
 
+
 
1.6
;

  
}
 
else
 
if
 
(
r
 
<
 
0.93
)
 
{

    
nextX
 
=
  
0.20
 
*
 
x
 
-
 
0.26
 
*
 
y
;

    
nextY
 
=
  
0.23
 
*
 
x
 
+
 
0.22
 
*
 
y
 
+
 
1.6
;

  
}
 
else
 
{

    
nextX
 
=
 
-
0.15
 
*
 
x
 
+
 
0.28
 
*
 
y
;

    
nextY
 
=
  
0.26
 
*
 
x
 
+
 
0.24
 
*
 
y
 
+
 
0.44
;

  
}

  
x
 
=
 
nextX
;

  
y
 
=
 
nextY
;

}

/* iterate the plotting and calculation

   functions over a loop */

void
 
draw
()
 
{

  
for
 
(
int
 
i
 
=
 
0
;
 
i
 
<
 
100
;
 
i
++
)
 
{

    
drawPoint
();

    
nextPoint
();

  
}

}

```

### P5.JS
```
let
 
x
 
=
 
0
;

let
 
y
 
=
 
0
;

function
 
setup
()
 
{

  
createCanvas
(
600
,
 
600
);

  
background
(
0
);

}

//range −2.1820 < x < 2.6558 and 0 ≤ y < 9.9983.

function
 
drawPoint
()
 
{

  
stroke
(
255
);

  
strokeWeight
(
1
);

  
let
 
px
 
=
 
map
(
x
,
 
-
2.1820
,
 
2.6558
,
 
0
,
 
width
);

  
let
 
py
 
=
 
map
(
y
,
 
0
,
 
9.9983
,
 
height
,
 
0
);

  
point
(
px
,
 
py
);

}

function
 
nextPoint
()
 
{

  
let
 
nextX
;

  
let
 
nextY
;

  
let
 
r
 
=
 
random
(
1
);

  
if
 
(
r
 
<
 
0.01
)
 
{

    
//1

    
nextX
 
=
 
0
;

    
nextY
 
=
 
0.16
 
*
 
y
;

  
}
 
else
 
if
 
(
r
 
<
 
0.86
)
 
{

    
//2

    
nextX
 
=
 
0.85
 
*
 
x
 
+
 
0.04
 
*
 
y
;

    
nextY
 
=
 
-
0.04
 
*
 
x
 
+
 
0.85
 
*
 
y
 
+
 
1.60
;

  
}
 
else
 
if
 
(
r
 
<
 
0.93
)
 
{

    
//3

    
nextX
 
=
 
0.20
 
*
 
x
 
+
 
-
0.26
 
*
 
y
;

    
nextY
 
=
 
0.23
 
*
 
x
 
+
 
0.22
 
*
 
y
 
+
 
1.60
;

  
}
 
else
 
{

    
//4

    
nextX
 
=
 
-
0.15
 
*
 
x
 
+
 
0.28
 
*
 
y
;

    
nextY
 
=
 
0.26
 
*
 
x
 
+
 
0.24
 
*
 
y
 
+
 
0.44
;

  
}

  
x
 
=
 
nextX
;

  
y
 
=
 
nextY
;

}

function
 
draw
()
 
{

  
for
 
(
let
 
i
 
=
 
0
;
 
i
 
<
 
1000
;
 
i
++
)
 
{

    
drawPoint
();

    
nextPoint
();

  
}

}

```

### JavaScript (HTML5)
```
<
canvas
 
id
=
"canvas"
 
height
=
"700"
 
width
=
"700"
>

</
canvas
>

<
script
>

    
let
 
canvas
;

    
let
 
canvasContext
;

    
let
 
x
 
=
 
0
,
 
y
 
=
 
0
;

    
window
.
onload
 
=
 
function
 
()
 
{

        
canvas
 
=
 
document
.
getElementById
(
"canvas"
);

        
canvasContext
 
=
 
canvas
.
getContext
(
'2d'
);

        
canvasContext
.
fillStyle
 
=
 
"black"
;

        
canvasContext
.
fillRect
(
0
,
 
0
,
 
canvas
.
width
,
 
canvas
.
height
);

        
setInterval
(()
 
=>
 
{

            
// Update 20 times every frame

            
for
 
(
let
 
i
 
=
 
0
;
 
i
 
<
 
20
;
 
i
++
)

                
update
();

                

        
},
 
1000
/
250
);
 
// 250 frames per second

    
};

    
function
 
update
()
 
{

        
let
 
nextX
,
 
nextY
;

        
let
 
r
 
=
 
Math
.
random
();

        
if
 
(
r
 
<
 
0.01
)
 
{

            
nextX
 
=
  
0
;

            
nextY
 
=
  
0.16
 
*
 
y
;

        
}
 
else
 
if
 
(
r
 
<
 
0.86
)
 
{

            
nextX
 
=
  
0.85
 
*
 
x
 
+
 
0.04
 
*
 
y
;

            
nextY
 
=
 
-
0.04
 
*
 
x
 
+
 
0.85
 
*
 
y
 
+
 
1.6
;

        
}
 
else
 
if
 
(
r
 
<
 
0.93
)
 
{

            
nextX
 
=
  
0.20
 
*
 
x
 
-
 
0.26
 
*
 
y
;

            
nextY
 
=
  
0.23
 
*
 
x
 
+
 
0.22
 
*
 
y
 
+
 
1.6
;

        
}
 
else
 
{

            
nextX
 
=
 
-
0.15
 
*
 
x
 
+
 
0.28
 
*
 
y
;

            
nextY
 
=
  
0.26
 
*
 
x
 
+
 
0.24
 
*
 
y
 
+
 
0.44
;

        
}

        
// Scaling and positioning

        
let
 
plotX
 
=
 
canvas
.
width
 
*
 
(
x
 
+
 
3
)
 
/
 
6
;

        
let
 
plotY
 
=
 
canvas
.
height
 
-
 
canvas
.
height
 
*
 
((
y
 
+
 
2
)
 
/
 
14
);

        
drawFilledCircle
(
plotX
,
 
plotY
,
 
1
,
 
"green"
);

        
x
 
=
 
nextX
;

        
y
 
=
 
nextY
;

    
}

    
const
 
drawFilledCircle
 
=
 
(
centerX
,
 
centerY
,
 
radius
,
 
color
)
 
=>
 
{

        
canvasContext
.
beginPath
();

        
canvasContext
.
fillStyle
 
=
 
color
;

        
canvasContext
.
arc
(
centerX
,
 
centerY
,
 
radius
,
 
0
,
 
2
 
*
 
Math
.
PI
,
 
true
);

        
canvasContext
.
fill
();

    
};

</
script
>

```

### QBasic
```
SCREEN
 
12

WINDOW
 
(
-5
,
 
0
)
-
(
5
,
 
10
)

RANDOMIZE
 
TIMER

COLOR
 
10

DO

    
SELECT CASE
 
RND

        
CASE
 
IS
 
<
 
.01

            
nextX
 
=
 
0

            
nextY
 
=
 
.16
 
*
 
y

        
CASE
 
.01
 
TO
 
.08

            
nextX
 
=
 
.2
 
*
 
x
 
-
 
.26
 
*
 
y

            
nextY
 
=
 
.23
 
*
 
x
 
+
 
.22
 
*
 
y
 
+
 
1.6

        
CASE
 
.08
 
TO
 
.15

            
nextX
 
=
 
-.15
 
*
 
x
 
+
 
.28
 
*
 
y

            
nextY
 
=
 
.26
 
*
 
x
 
+
 
.24
 
*
 
y
 
+
 
.44

        
CASE
 
ELSE

            
nextX
 
=
 
.85
 
*
 
x
 
+
 
.04
 
*
 
y

            
nextY
 
=
 
-.04
 
*
 
x
 
+
 
.85
 
*
 
y
 
+
 
1.6

    
END
 
SELECT

    
x
 
=
 
nextX

    
y
 
=
 
nextY

    
PSET
 
(
x
,
 
y
)

LOOP
 
UNTIL
 
INKEY$
 
=
 
CHR$
(
27
)

```

### Amola
```
addpackage
(
"Forms.dll")

set
(
"x", 0)

set
(
"y", 0)

set
(
"width", 600)

set
(
"height", 600)

method
 
setup
()

	
createCanvas
(
width
,
 
height
)

	
rect
(
0
,
 
0
,
 
600
,
 
600
,
 
color
(
0
,
 
0
,
 
0
))

end

method
 
drawPoint
()

    
set
(
"curX", div(mult(width, add(x, 3)), 6))

    
set
(
"curY", sub(height, mult(height, div(add(y, 2), 14))))

    
set
(
"size", 1)

	
//
log
(
curX
)

	
//
log
(
curY
)

	
rect
(
round
(
curX
 
-
 
size
 
/
 
2
),
 
round
(
curY
 
-
 
size
 
/
 
2
),
 
round
(
curX
 
+
 
size
 
/
 
2
),
 
round
(
curY
 
+
 
size
 
/
 
2
),
 
color
(
34
,
 
139
,
 
34
))

end

method
 
nextPoint
()

	
set
(
"nextX", 0)

	
set
(
"nextY", 0)

	
set
(
"random", random(0, 100))

	
if
(
random
 
<
 
1
)

		
set
(
"nextX", 0)

		
set
(
"nextY", 0.16 * y)

	
end

	
else

		
if
(
random
 
<
 
86
)

			
set
(
"nextX", 0.85 * x + 0.04 * y)

			
set
(
"nextY", -0.04 * x + 0.85 * y + 1.6)

		
end

		
else

			
if
(
random
 
<
 
93
)

				
set
(
"nextX", 0.2 * x - 0.26 * y)

				
set
(
"nextY", 0.23 * x + 0.22 * y + 1.6)

			
end

			
else

				
set
(
"nextX", -0.15 * x + 0.28 * y)

				
set
(
"nextY", 0.26 * x + 0.24 * y + 0.44)

			
end

		
end

	
end

	
set
(
"x", nextX)

	
set
(
"y", nextY)

end

setup
()

while
(
true
)

	
drawPoint
()

	
nextPoint
()

end

```

### TSQL
```
/* results table */

declare
 
@
fern
 
table
 
(
Fun
 
int
,
 
X
 
float
,
 
Y
 
float
,
 
Seq
 
int
 
identity
(
1
,
1
)
 
primary
 
key
,
 
DateAdded
 
datetime
 
default
 
getdate
())

declare
 
@
i
 
int
 
=
 
1
	
/* iterations */

declare
 
@
fun
 
int
	
/* random function */

declare
 
@
x
 
float
 
=
 
0
	
/* initialise X = 0 */

declare
 
@
y
 
float
 
=
 
0
	
/* initialise Y = 0 */

declare
 
@
rand
 
float

insert
 
into
 
@
fern
 
(
Fun
,
 
X
,
 
Y
)
 
values
 
(
0
,
0
,
0
)
	
/* set starting point */

while
 
@
i
 
<
 
5000
 
/* how many points? */

begin

	
set
 
@
rand
 
=
 
rand
()

	
select
 
@
Fun
 
=
 
case
	
/* get random function to use -- @fun = f1 = 1%, f2 = 85%, f3 = 7%, f4 = 7% */

		
when
 
@
rand
 
<=
 
0
.
01
 
then
 
1

		
when
 
@
rand
 
<=
 
0
.
86
 
then
 
2

		
when
 
@
rand
 
<=
 
0
.
93
 
then
 
3

		
when
 
@
rand
 
<=
 
1
 
then
 
4

	
end

	
select
 
top
 
1
 
@
X
 
=
 
X
,
 
@
Y
 
=
 
Y
 
from
 
@
fern
 
order
 
by
 
Seq
 
desc
 
/* get previous point */

	
insert
 
into
 
@
fern
(
Fun
,
 
X
,
 
Y
)
	
/* transform using four different function expressions  */

	
select
 
@
fun
,

		
case
 
@
fun

			
when
 
1
 
then
 
0

			
when
 
2
 
then
 
0
.
85
*@
x
+
0
.
04
*@
y

			
when
 
3
 
then
 
0
.
2
*@
x
-
0
.
26
*@
y

			
when
 
4
 
then
 
-
0
.
15
*@
x
 
+
 
0
.
28
*@
y

		
end
 
X
,

		
case
 
@
fun

			
when
 
1
 
then
 
0
.
16
*@
y

			
when
 
2
 
then
 
-
0
.
04
*@
x
 
+
 
0
.
85
*@
y
 
+
 
1
.
6

			
when
 
3
 
then
 
0
.
23
*@
x
 
+
 
0
.
22
*@
y
 
+
 
1
.
6

			
when
 
4
 
then
 
0
.
26
*@
x
 
+
 
0
.
24
*@
y
 
+
 
0
.
44

		
end
 
Y

	
set
 
@
i
=@
i
+
1

end

select
 
top
 
5000
 
*
,
geography
::
Point
(
Y
,
 
X
,
 
4326
)
 
from
 
@
fern
 

order
 
by
 
newid
()

```

### MATLAB
```
N
 
=
 
1000000
;

xy
 
=
 
[
0
;
 
0
];

fern
 
=
 
zeros
(
N
,
 
2
);

f_1
 
=
 
[
0
 
0
;
 
0
 
0.16]
;

f_2
 
=
 
[
0.85
 
0.04
;
 
-
0.04
 
0.85
];

f_3
 
=
 
[
0.2
 
-
0.26
;
 
0.23
 
0.22
];

f_4
 
=
 
[
-
0.15
 
0.28
;
 
0.26
 
0.24
];

P
 
=
 
randsample
(
1
:
4
,
 
N
,
 
true
,
 
[
0.01
 
0.85
 
0.07
 
0.07
]);

for
 
i
 
=
 
2
:
N

    
p
 
=
 
P
(
i
 
-
 
1
);

    
if
 
p
 
==
 
1
 
% Stem

        
xy
 
=
 
f_1
 
*
 
xy
;

    
elseif
 
p
 
==
 
2
 
% Sub-leaflets

        
xy
 
=
 
f_2
 
*
 
xy
 
+
 
[
0
;
 
1.6
];

    
elseif
 
p
 
==
 
3
 
% Left leaflet

        
xy
 
=
 
f_3
 
*
 
xy
 
+
 
[
0
;
 
1.6
];

    
else
 
% Right leaflet

        
xy
 
=
 
f_4
 
*
 
xy
 
+
 
[
0
;
 
0.44
];

    
end

    

    
fern
(
i
,
 
1
)
 
=
 
xy
(
1
);

    
fern
(
i
,
 
2
)
 
=
 
xy
(
2
);

end

clearvars
 
-
except
 
N
 
fern
 
% R2008a+

% Plotting the fern

%{

% Better detail, slower performance

c = linspace(0, 0.35, N - 1); c(end + 1) = 1;

colormap(summer(N));

set(gcf, 'Color', 'k', 'position', [10, 50, 800, 600]);

scatter(fern(:, 1), fern(:, 2), 0.1, c, 'o');

set(gca, 'Color', 'k');

%}

%

% Less detail, better performance

c
 
=
 
linspace
(
1
,
 
0.2
,
 
N
 
-
 
1
);
 
c
(
end
 
+
 
1
)
 
=
 
0
;

colormap
(
summer
(
N
));

set
(
gcf
,
 
'Color'
,
 
'k'
,
 
'position'
,
 
[
10
,
 
50
,
 
800
,
 
600
]);

scatter
(
fern
(:,
 
1
),
 
fern
(:,
 
2
),
 
0.1
,
 
c
,
 
'.'
);

set
(
gca
,
 
'Color'
,
 
'k'
);

%}

```

### Wolfram Mathematica
```
BarnsleyFern
[
iterations_
]
 
:=
 
(

  
it
 
=
 
iterations
;
 

  
noElement
 
=
 
1
;

  
BarnsleyfernTransformation
(*obtained from the affine transformation matrix for simpler

coding*)
=
 
{

    
{
0
,
 
+
0.16
 
y
},

    
{
0.85
 
x
 
+
 
0.04
 
y
,
 
1.6
 
-
 
0.04
 
x
 
+
 
0.85
 
y
},

    
{
0.2
 
x
 
-
 
0.26
 
y
,
 
1.6
 
+
 
0.23
 
x
 
+
 
0.22
 
y
},

    
{
-0.15
 
x
 
+
 
0.28
 
y
,
 
0.44
 
+
 
0.26
 
x
 
+
 
0.24
 
y
}};

   
(*list of coordinates*)

  
point
 
=
 
{{
0
,
 
0
}};

  
While
[
it
 
>
 
0
 
&&
 
noElement
 
<=
 
iterations
,

   
AppendTo
[
point
,

    
BarnsleyfernTransformation
[[
(*determines which transformation \

applies to the previous point*)

       
RandomInteger
[{
1
,
 
4
}]]]
 
/.
 
{
x
 
->
 
Part
[
point
,
 
noElement
,
 
1
],
 

      
y
 
->
 
Part
[
point
,
 
noElement
,
 
2
]
 
}];

   
(*update var for the while loop*)

   
it
 
-=
 
1
;
 
noElement
 
+=
 
1
];

  
ListPlot
[
point
,
 
AspectRatio
 
->
 
Automatic
,
 
PlotRange
 
->
 
Full
])

```